# Dully
Dully je obec na jihozápadě Švýcarska v okrese Nyon v kantonu Vaud. Leží poblíž Ženevského jezera. Žije zde 633 obyvatel.

## Geografie

Bourg d’Amont (1964)

Dully leží v nadmořské výšce 420 m, vzdušnou čarou 7 km severovýchodně od okresního města Nyon. Vesnice se rozkládá na výběžku na okraji náhorní plošiny na úpatí pohoří Vaud Côte, na západě ohraničeném údolím řeky Dullive a na východě Ženevským jezerem, v panoramatické poloze asi 50 metrů nad hladinou jezera.
Území obce o rozloze 1,7 km² zahrnuje malou část na severozápadním břehu Ženevského jezera. Území obce se táhne od břehu jezera na severozápadě přes rovinaté pobřeží a po svahu až k terase na úpatí masivu Côte. Zde se v nadmořské výšce 428 m nachází nejvyšší bod Dully. Západní hranici tvoří tok potoka Dullive, který se vlévá do Ženevského jezera s malým náplavovým kuželem; na severozápadě probíhá hranice podél potoka Fossy. V roce 1997 tvořila 25 % rozlohy obce zastavěná plocha, 17 % lesy a lesní porosty a 58 % zemědělství.
K Dully patří osady Bourg d’Amont (422 m n. m.) a Saint-Bonnet (424 m n. m.), obě ležící na okraji náhorní plošiny mezi Dullive a Ženevským jezerem. Sousedními obcemi Dully jsou Gland, Luins, Bursins a Bursinel.

## Historie
Na břehu jezera nedaleko Dully byly objeveny pozůstatky neolitického sídliště s kůlovým obydlím. Mezi doklady pozdějšího osídlení patří římský milník a hroby z raného středověku. První zmínka o obci pochází z roku 1238 a nese název Delui. Ve 13. století se objevují také názvy Dekuz a Diluth, následně Dullict a Dulicium a v roce 1867 Dullit.
Ve středověku bylo Dully sídlem šlechtického rodu von Dullit, kteří byli vazaly pánů z Prangins. Později Dully několikrát změnilo majitele. Po dobytí Vaudu Bernem v roce 1536 přešla obec pod správu panství Morges. Po pádu Staré konfederace patřilo Dully v letech 1798–1803 v období helvétského soustátí ke kantonu Léman, který byl poté po vstupu v platnost Ústavy o zprostředkování sloučen s kantonem Vaud. V roce 1798 byla přiřazena k okresu Rolle.

## Obyvatelstvo
| Rok            | 1850 | 1900 | 1910 | 1930 | 1950 | 1960 | 1970 | 1980 | 1990 | 2000 |
| Počet obyvatel | 180  | 181  | 158  | 136  | 127  | 128  | 125  | 247  | 345  | 414  |

Z celkového počtu obyvatel je 66,2 % francouzsky mluvících, 15,5 % anglicky mluvících a 10,4 % německy mluvících (stav v roce 2000). V roce 1850 žilo v Dully 180 obyvatel a v roce 1900 181 obyvatel. Po poklesu počtu obyvatel na 125 do roku 1970 nastal rychlý populační růst, kdy se počet obyvatel během 30 let téměř zčtyřnásobil.

## Hospodářství

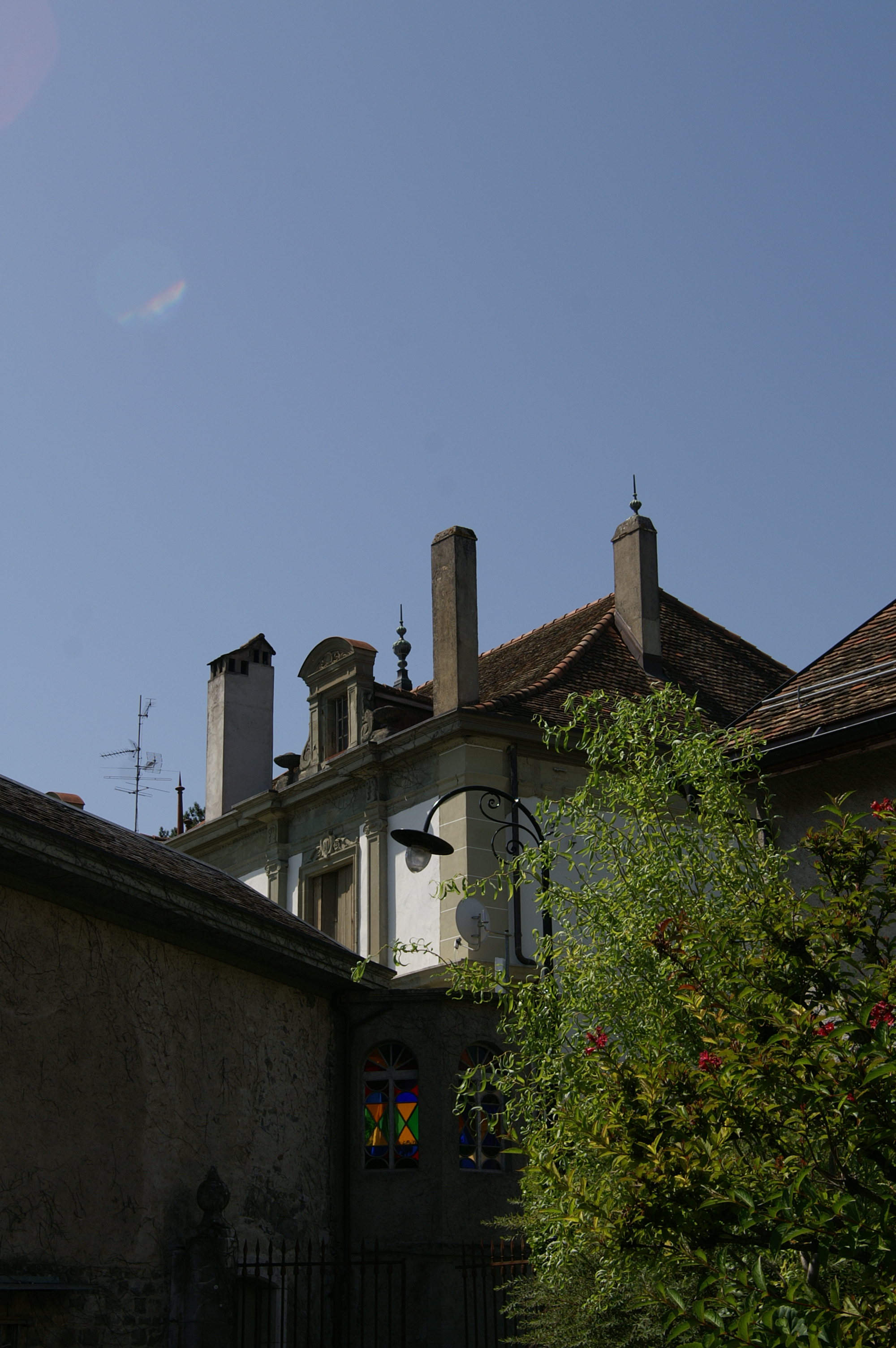
Zámek Dully

Až do druhé poloviny 20. století byla obec Dully převážně zemědělskou obcí. Zemědělství hraje i dnes důležitou roli jako zdroj obživy obyvatel. Jeho těžištěm je vinařství na strmém svahu pod obcí a orná půda. Další pracovní příležitosti jsou k dispozici v sektoru služeb. V posledních desetiletích se obec díky své atraktivní poloze rozvinula v rezidenční obec. Mnoho pracujících dojíždí za prací převážně do Nyonu.

## Doprava
Přestože se obec nachází mimo hlavní dopravní tepny, má dobré dopravní spojení. Nachází se na odbočce z hlavní silnice č. 1, která vede ze Ženevy podél břehu jezera do Lausanne. Obec je napojena na síť veřejné dopravy prostřednictvím linky Postbus, která jezdí z Glandu do Rolle.